# Hasan Özkan
Hasan Özkan (Jette, 14 november 1997) is een Turks-Belgisch voetballer die bij voorkeur als defensieve middenvelder speelt. Hij tekende in 2017 bij KV Oostende.

## Clubcarrière
Özkan speelde in de jeugd bij KV Mechelen en AA Gent. In januari 2017 tekende hij bij KV Oostende. Op 4 februari 2017 debuteerde de Turks jeugdinternational in de Jupiler Pro League in de thuiswedstrijd tegen zijn ex-club KV Mechelen. Hij viel na 74 minuten in voor Yassine El Ghanassy. Eén week later mocht Özkan opnieuw invallen tegen Moeskroen.

## Clubstatistieken
| Seizoen | Club        | Land   | Competitie         | Wed. | Doelp. |
| ------- | ----------- | ------ | ------------------ | ---- | ------ |
| 2016/17 | KV Oostende | België | Jupiler Pro League | 8    | 0      |
| 2017/18 | KV Oostende | België | Jupiler Pro League | 13   | 1      |
| 2018/19 | KV Oostende | België | Jupiler Pro League | 0    | 0      |

## Interlandcarrière
Özkan kwam reeds uit voor diverse Turkse nationale jeugdelftallen. In 2015 debuteerde hij in Turkije –19.